# Heath Bunting
Pour les articles homonymes, voir Bunting.
Heath Bunting est un artiste contemporain anglais né en 1966. Basé à Bristol, il est le fondateur du site irational.org et l'un des fondateurs au début des années 90 du mouvement Net.art. Activiste, il crée un faux site du CERN ou encore maintient une carte des radios pirates de Londres. Ses derniers travaux s'éloignent du réseau pour prendre des formes plus urbaines : dérive en skateboard, cartographie ...

## Expositions
- The Wonderful World of irational. Tools, Techniques and Events 1996-2006 - exposition montrée du 30 août au 29 octobre 2006 au Hartware MedienKunstVerein à la Phoenix Halle Dortmund. C'est une rétrospective de 10 années de travaux accomplis sous la bannière irational.org par Heath Bunting et ses collaborateurs. Elle est accompagnée  d'une monographie, The Hartware Guide to Irational.org, publiée par Revolver Books[1].
- irational.org: Tools, Techniques and Events 1996-2006 - c'est une version réadaptée de l'exposition précédente, montrée au Centre d'art contemporain de Glasgow, du 16 juin au 21 juillet 2007.